# Kolonisering av månen
Kolonisering av månen är en tänkt process som inte ägt rum. Begreppet innebär att man etablerar mänskliga bosättningar på månen. 
Såväl science fiction-författare som förespråkare för rymdforskning har länge sett den relativt närliggande månen som det första logiska steget av en mänsklig expansion ut i rymden. Flera stater har de senaste åren offentliggjort planer på rymdbaser på månen. Bland annat har Nasas "Vision for Space Exploration" (Vision för rymdutforskning) som delmål att återvända till månen omkring 2024 via deras Artemisprogrammet och åren därefter etablera en permanent bas, en plan som slogs fast av USA:s före detta president George W. Bush. Samtidigt har Ryssland planer på att skicka en människa till månen omkring 2025 med en permanent bas i sikte någon gång under åren 2027-2032. Även Kina och Japan har planer på åtminstone en tillfällig etablering på månen medan Europa med ESA i spetsen spekulerar i en eventuell internationell rymdbas.

## Generellt

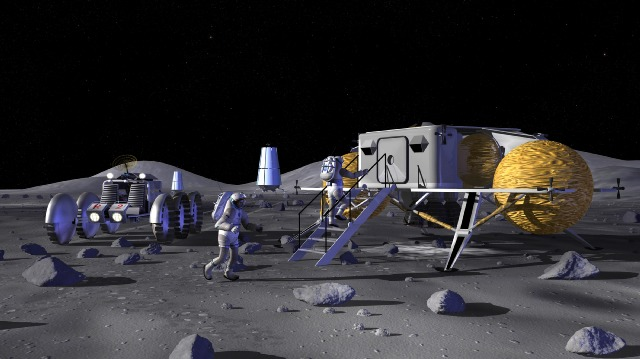
En bild ritad av NASA, som föreställer hur månens kolonisering skulle kunna komma att gå till.

Vad alla rymdkolonier behöver för att fungera är att bli självförsörjande på mat. Tanken är att växter kan odlas i någon form av växthus samt att vissa djur eventuellt kan födas upp. På himlakroppar utan atmosfär krävs även självförsörjning med vatten och luftrening, eller vatten och utvinning av syre. Utvinning och produktion av konstruktionsmaterial är också något som behövs för att en koloni ska kunna bli självförsörjande. Med en koloni på månen skulle man kunna testa alla nödvändiga system och få bekräftat att de fungerar, så att man vet vad man behöver för att kolonisera andra himlakroppar.
En koloni behöver inte och kan inte vara självförsörjande på allt, det räcker att man har goda handelsförbindelser. För att ha goda handelsförbindelser behöver den producera något som den andra parten vill ha. För månens del skulle detta till exempel kunna vara råmaterial i form av metaller. Eftersom grundämnessammansättningen på månen påminner om den på jorden, finns det många metalliska grundämnen som skulle kunna vara intressanta som exportvaror.
En viss grad av vidareförädling finns det gynnsamma förutsättningar för.
Mineraler kan hettas upp med hjälp av koncentrerat solljus.
Metall-legeringar med olika smältpunkter kan gjutas till göt som kan exporteras.
Vid denna process är frånvaron av syre en fördel.
Göten skulle förutom att fungera som råvara på jorden, kunna användas till att fungera som motvikt och driva en rymdhiss som går till en geostationär rymdstation.
På det viset kan man med låga driftskostnader transportera upp det som behöver importeras till månen och människor som vill åka till månen eller till andra planeter och uppdrag.
Detta leder till att man på jorden får nya industrier som specialiserar sig på tillverkning för månens speciella behov.

## Automatisk uppbyggnad
Månen har god tillgång till solenergi. Mångruset skulle kunna smältas till glas i en solugn. Detta glas skulle kunna formas till byggelement som skulle kunna utgöra ett inhemskt basmaterial för uppbyggnad av kolonin. Det mesta av kolonins byggnader och infrastruktur skulle kunna byggas upp automatiskt av robotar.
Ett mer materialeffektivt sätt att åstadkomma trycktäta bostadskvarter, sportarenor, arbetsplatser, skolor, dagis, sjukhus, odlingslotter, fritidsområden, reningsverk, fabriker, köpcentrum mm är att göra det i tunnlar under ytan snarare än ovanpå ytan.
När man bryter mineraler under mark bör man därför göra det på ett sådant sätt att formen på tunnlarna anpassas till deras framtida användning.
För att få en stor volym gastät och med tillräcklig strukturell hållfasthet för att stå emot det inre övertrycket krävs det endast ett tunt skikt i gruvgången av till exempel aluminiumfolie, polymer, grafen eller en kombination av dessa.
Eventuellt skulle ytan kunna tätas genom att den målades med något tätande material.
Jämför detta med den mängd material som behövs för att bygga en kupol på ytan med motsvarande säkerhet mot läckage, kosmisk strålning och meteorit/mikrometeorit nedslag.
Mellan de olika sektionerna av trycksatta tunnlar kan man ha luftslussar för att öka säkerheten ifall tryckfall skulle uppstå i någon sektion.
Ytterligare en fördel med att bygga kolonin under ytan är begränsningen i investeringskostnad innan man når kritisk storlek.
Man kan åstadkomma väsentliga infrastrukturella konstruktioner under ytan genom att endast skicka dit en eller flera tunneldrivningsmaskiner, lastare och dumprar. Dessa kan sedan fjärrstyras eller arbeta autonomt efter en förutbestämd plan under en lång tid.
Batterier till driften kan laddas med solceller på ytan och hämtas och bytas av dumprarna som fraktar ut sprängstenen.
Struktur
Ett möjligt sätt att arrangera tunnlarna är en kombination av större gemensamma parkliknande hallar och i anslutning till dessa sidotunnlar i lägenhetsstorlek. I början av koloniseringen räcker det att trycksätta en lägenhet i taget. Efterhand som kolonin växer kan man trycksätta de gemensamma hallarna. Där kan man promenera, motionera eller cykla till jobbet med mera. Dessa hallar skulle kunna ha belysning som följer dygnsrytmen på jorden. Varje månstad kan till exempel följa sin vänorts tidszon.
När man har fått den tekniken att fungera skulle man kunna skicka obemannade farkoster till andra koloniseringskandidater med tillräcklig utrustning för att bygga upp byggnader och infrastruktur och förbereda för koloniseringen.

## Jordbruk
Mångrusets beskaffenhet kan vara olika på olika delar av månen. Kanske går det att odla i direkt, eller genom att blanda ut det med avgasat rötslam.
Eventuellt kan det vara så att det innehåller för höga halter av giftiga vattenlösliga metallsalter. I så fall kan man laka ur dessa som man sedan indunstar (när man återanvänder vattnet). De utvunna salterna kan sedan användas som råvara eller exporteras.

## Politik
Den amerikanska republikanen Newt Gingrich sade under sin presidentkandidatur på ett kampanjmöte 25/1 2012 i Florida, att han planerade en framtida kolonisering av månen om han blev vald. 

## Länder med program
Följande länder/organisationer har startat eller avser att starta ett program som syftar till en utökad närvaro på eller kring månen.
- European Space Agency
  - SMART-1 (2003)
- Indien
  - Chandrayaan (2008)
- Japan
  - Hagoromo (1990)
  - Hiten
  - Lunar-A, ej fullföljd.
  - Kaguya (2007)
- Kina
  - Chang'e 1 (2007)
- Ryssland
  - Luna-Glob (2012)
- Tyskland
- USA
  - Artemisprogrammet (2019 -
  - Lunar Reconnaissance Orbiter (2008)
  - Apolloprogrammet (1961-1972)

## Tillgångar
- Låg gravitation

Den låga gravitationen gör det möjligt att bygga uppskjutningsramper där stora farkoster kan skickas iväg ut på olika uppdrag utan att behöva onödigt mycket bränsle.
- Månens baksida

Månens baksida är den närmaste platsen i universum som är avskärmad från jordens radiobrus, och skulle därför vara en idealisk plats att spana efter radiosignaler från rymden.
- Turism

Månens närhet till Jorden gör den lämpligare för turism än andra himlakroppar. 
- Råvaror

Det råder en stor förhoppning om att hitta diverse råvaror på månen, bland annat helium-3.

## Fördelar
- Transporter

Transporter över längre avstånd skulle kunna ske i lågt flygande omloppsbanor eftersom det inte finns något bromsande luftmotstånd (avsaknad av atmosfär) och låg gravitation.

## Nackdelar
Avsaknaden av atmosfär gör kolonin beroende av att de tekniska systemen fungerar. Alla vitala system behöver därför byggas med stor redundans och reserver. Olika delar av kolonin behöver vara självförsörjande var för sig, för att säkra överlevnad om någon del skulle slås ut.